# Johann Joachim Kändler

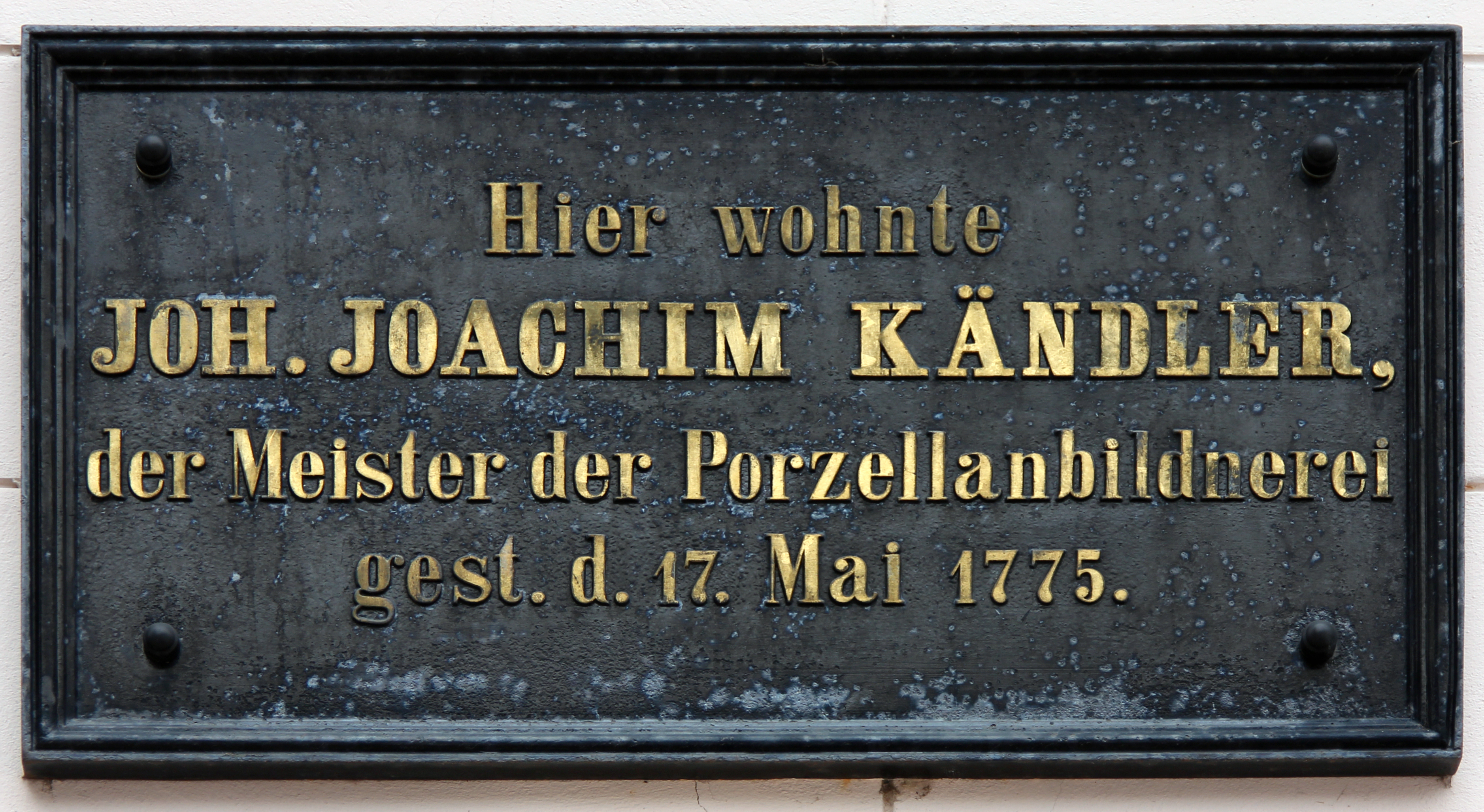
Targa commemorativa sulla piazza della Cattedrale di Meissen

Johann Joachim Kändler (Fischbach, 15 giugno 1706 – Meißen, 17 maggio 1775) è stato un ceramista tedesco, uno dei più importanti modellisti della Manifattura di Meißen.

## Biografia

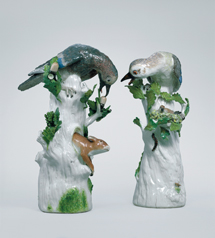
Coppia di ghiandaie di porcellana di Meißen, modello di Kändler, 1735 o 1739/40; Collezione di porcellane di Meissen Fondazione Ernst Schneider nel palazzo di Lustheim

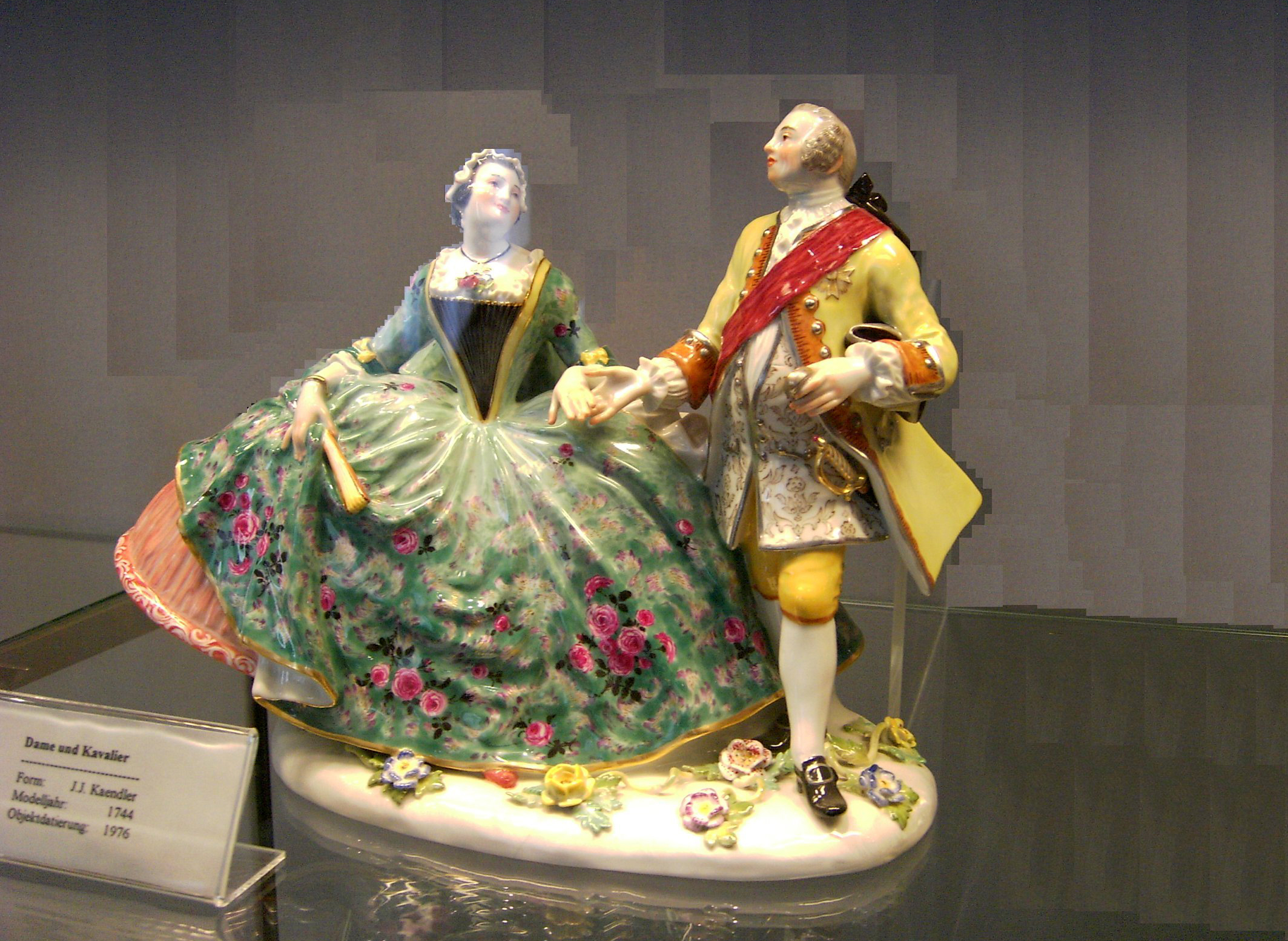
"Dama e Cavaliere", modellato nel 1744

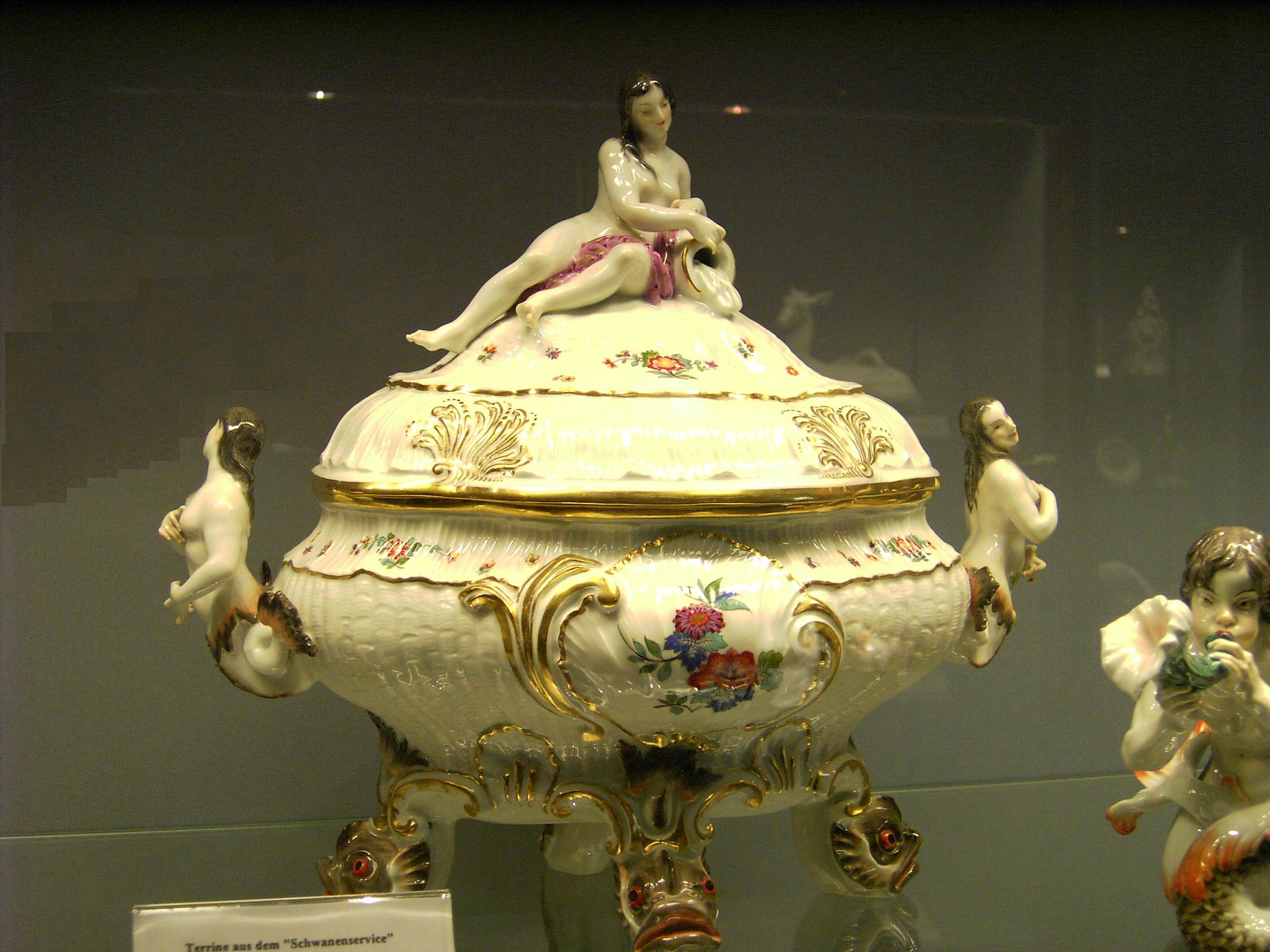
"Terrina" del servizio del cigno

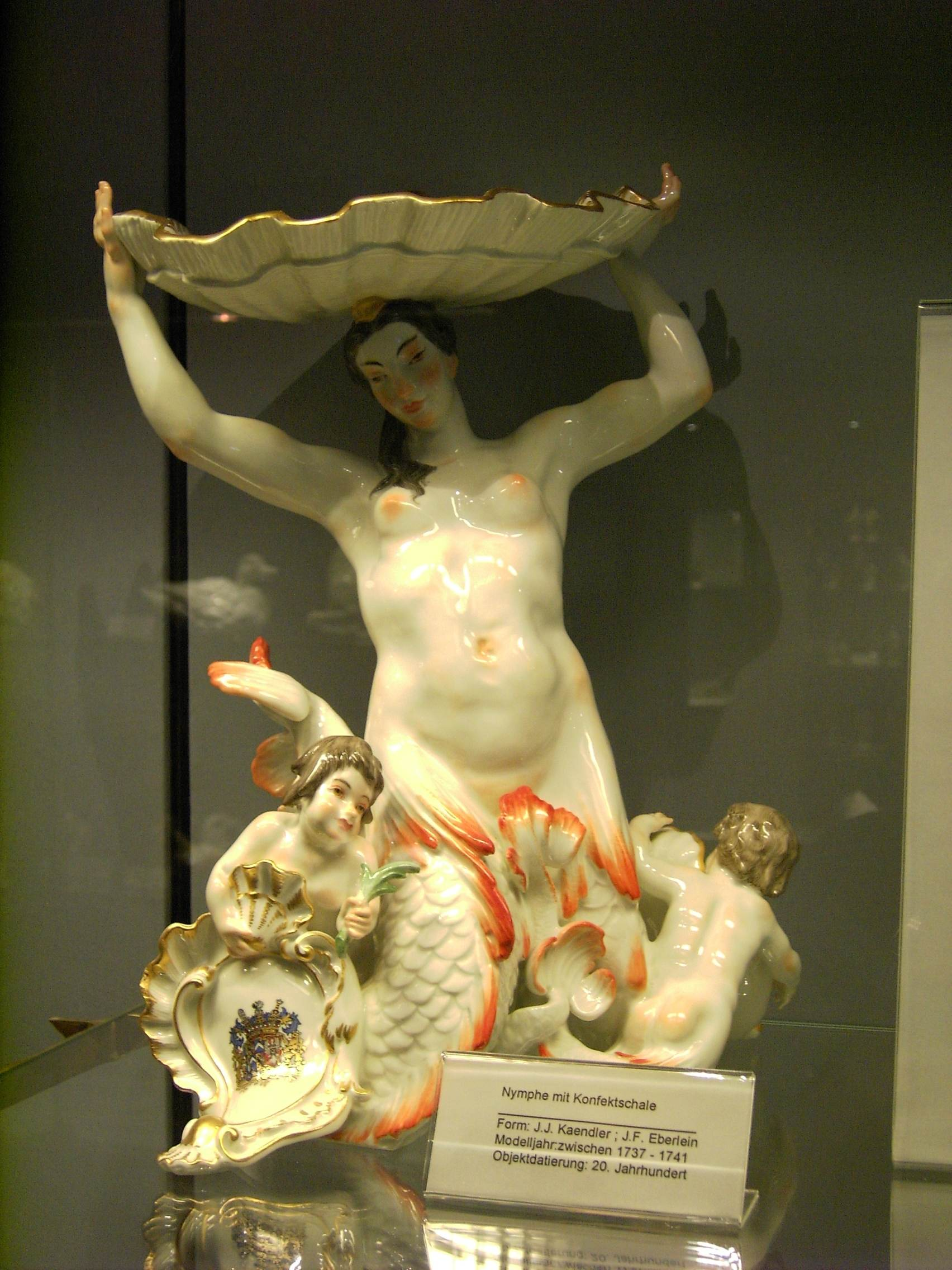
"Ninfa con coppa di pasticceria", modellata da Kändler e JF Eberlein tra il 1737 e il 1741

Era figlio di un pastore luterano. Crebbe in un ambiente di cultura classica e quindi aveva un'ottima conoscenza della mitologia greca. Questa conoscenza, molte abilità manuali e un eccellente dono per l'osservazione gettarono le basi per la successiva carriera di Kändler, che lo avrebbe portato alla corte del re prussiano Federico II. L'11 giugno 1732 sposò Johanna Elisabeth, figlia di Peter Eggebrecht, produttore di porcellane della corte reale e proprietario della manifattura di porcellana di Dresda. Il successo finanziario dell'artista fu parallelo alla sua ascesa sociale. Ma sebbene alla fine della sua vita possedesse diverse proprietà e una vigna, lasciò pesanti debiti quando morì nel 1775. Fu sepolto nel cimitero di St. Afra a Meißen.

## Kändler come modellista
La carriera professionale di Kändler iniziò con il famoso scultore di corte di Dresda e intagliatore di altari Johann Benjamin Thomae (1682–1751), presso il quale Kändler era apprendista. Anche allora, mostrò molta abilità e una comprensione straordinaria, che lo portò a ricoprire compiti di responsabilità fin dalla giovane età. Il suo talento non passò inosservato. Nel giugno 1731, all'età di 25 anni, fu nominato scultore di corte da Augusto il Forte e assunto come modellista presso la fabbrica di porcellana di Meißen. Lì lavorò, sin dall'inizio, come maestro modellista. I suoi primi gruppi di animali in porcellana mostrano una potente implementazione dell'impressione della natura sotto l'influenza della scultura di Dresda. Successivamente, Kändler divenne capo del disegno scultoreo e infine arcanista. Il culmine della sua carriera fu senza dubbio la sua nomina a commissario di corte nel 1749.
La fama della Manifattura di Meißen si basa sulle sculture di porcellana tecnicamente ed esteticamente perfette di Kändler. Nel "servizio del cigno" per il suo mecenate, il conte von Brühl, sviluppò la piccola scena di figura, che arricchisce le stoviglie. Le sue opere sono caratterizzate da un'elegante oscillazione e da una leggera grazia e sono l'espressione più perfetta del rococò.
Le opere che creò per conto della manifattura di Meißen cambiarono per sempre la produzione della porcellana. Fino a quel tempo venivano realizzate tramite calcografia e incisioni su rame, ma egli si mise a studiare la natura. Le sue prime sculture, che riproducevano principalmente motivi del mondo animale, furono lodate per la loro naturalezza ed eleganza, che le distinguevano dal "pathos" delle rappresentazioni usuali. Da segnalare le sue sculture di uccelli, ad esempio la ghiandaia con lo scoiattolo e il cervo volante, il rigogolo e l'upupa con il maggiolino. Il carillon in porcellana di Kändler, creato nel 1737, era utilizzabile per suonare, ma non era ancora possibile accordare direttamente i corpi delle campane. Il "Servizio del cigno", commissionato dal conte von Brühl nel 1738 e oggi considerato una delle principali opere d'arte barocca della porcellana, segnò la sua svolta verso figurine decorative. Più tardi, Kändler si dedicò più alla vita di corte e fu ispirato dalla forma di teatro allora estremamente popolare, la Commedia dell'arte. Insieme ai suoi colleghi, creò interi gruppi di figurine, che hanno riprodotto il romanticismo pastorale del rococò e hanno dato vita ai personaggi della Commedia dell'arte. Tra gli oltre mille motivi diversi, spicca la cappella delle scimmie, costruita nel 1753, che Kändler voleva vedere come un rifiuto metaforico di ogni tipo di compulsività. Con questo omaggio all'ideale illuminista della persona libera e ragionevole, colpì lo "zeitgeist" e creò un capolavoro senza tempo dell'arte della porcellana europea. La banda delle scimmie non ha perso nulla della sua popolarità fino ad oggi ed è ancora riprodotta. Il gruppo della crocifissione, nella chiesa del castello Lauchhammer-West, è di Kändler.
Oltre al suo lavoro di scultore, Kändler diede un contributo eccezionale a Meißen anche in altri ruoli. Prima come capo del dipartimento di disegno scultoreo, poi come detentore di segreti, guidò la fabbrica statale di porcellana attraverso i tempi difficili delle guerre austro-prussiane e mantenne la produzione contro ogni previsione. Dopo quarantacinque anni nella manifattura, Johann Joachim Kändler morì il 17 maggio 1775 a Meißen. Venne sepolto nel cimitero di Sant'Afra il 28 maggio 1775.
A Fischbach, una targa commemorativa in porcellana di Meißen ricorda la casa in cui era nato, la canonica del villaggio. Inoltre, gli è stata intitolata una strada del villaggio. C'è anche una targa commemorativa sulla casa di Kändler sulla Domplatz a Meißen. Sempre a Meißen, sulla riva sinistra dell'Elba, vicino alla testa di ponte del ponte della città vecchia, si trova il Kändlerpark con una KändlerFfunnen. Parco e fontana sono stati inaugurati il 4 giugno 1960 in occasione del 250º anniversario della fondazione della manifattura di porcellane di Meißen. La fontana è stata progettata da Ludwig Zepner ed è coronata da un casuario in porcellana. Il casuario è stato progettato secondo un modello di Kändler. Il particolare è stato rubato nel 1990 e sostituito nel 1992. Nel 2001 è stato nuovamente danneggiato. Dal 2015, un casuario ha nuovamente abbellito la fontana in estate.